# تقبض مغنطيسي

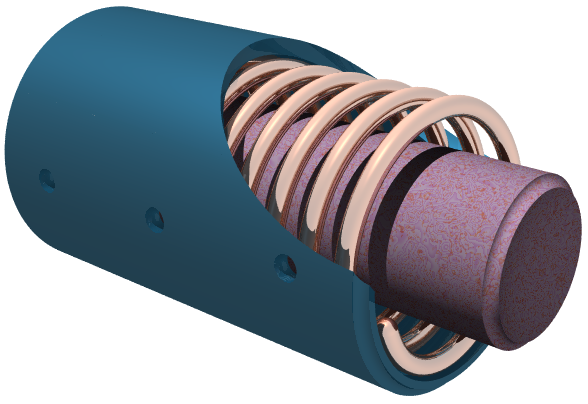

تقبض مغناطيسي أو تخصر مغناطيسي ((بالإنجليزية: Magnetostriction)‏ يقابلها تقبض كهربائي) هو خاصية في المواد الحديدية تؤثر على شكلها أو أبعادها اثناء تعريضها لمجال مغناطيسي.
هذا يؤدي لتغيير الشد المغناطيسي حتى يبلغ قيمة التشبع لامدا.
تم تحديد هذا التأثير بداية في 1842 بواسطة جيمس جول خلال مراقبته لعينة حديد.
تتسبب هذه الظاهرة في مفاقيد طاقة بفضل حرارة الاحتكاك في القلب الحديدي وهي مسؤولة أيضا عن صوت الأزيز في المحولات الكهربائية حيث تولد التيارات المترددة مجالات مغناطيسية متذبذبة.